# Han Yong-un
Manhae (29 de agosto de 1879-29 de junio de 1944) fue un poeta y reformador budista coreano del siglo XX. Manhae era su seudónimo. Su nombre era Han Yu-cheon, pero se lo conoce por el nombre de "Han Yong-un" que le dio su maestro de meditación en 1907.

## Biografía
Han Yong-un nació en Hongseong en la provincia de Chungcheong del Sur, Corea, el 29 de agosto de 1879. Más tarde recibió el nombre budista de Manhae. Durante su infancia estudió los clásicos chinos en una escuela confucianista para niños o seodang del período Joseon. Antes de ser ordenado monje, participó en la resistencia contra la influencia japonesa, que finalmente derivó en la ocupación de Corea por Japón desde 1905 a 1945. Vivió aislado en la ermita Oseam del templo Baekdam desde 1896. Durante este periodo, estudió los textos budistas y varios libros de filosofía moderna. En 1905 recibió la túnica de la orden de monjes del templo Baekdam. En 1908 fue a Japón, visitó varios templos y estudió budismo y filosofía oriental en Jodongjong Daehaklim durante seis meses. En 1919 fue uno de los patriotas que firmaron la declaración de independencia de 1919.

## Obra
Como escritor social, Manhae bregó por la reforma del budismo coreano.
Su poesía trata tanto del nacionalismo como del amor sensual. Una de sus antologías más políticas fue El silencio del amado, publicada en 1926. Estos poemas tratan sobre la equidad y la libertad, y ayudaron a inspirar a los que propugnaban la resistencia pasiva y no violenta en el movimiento independentista coreano.
En 1913 publicó La restauración del Budismo de Joseon (Joseonbulgyo-yusimlon), en el que criticó la anacrónica política de aislamiento del budismo de Joseon y su incongruencia con la realidad contemporánea. La obra estremeció al mundo intelectual. En esta obra el autor promulgó por la equidad, el autodescubrimiento y el potencial del budismo como salvaguardia del mundo y del progreso. Su desempeño como activista e intelectual proviene de la adhesión a estos principios.
En 1918 publicó Mente completa, una obra que buscó iluminar a la juventud. Al siguiente año, tuvo un papel importante en el Movimiento Independentista del primero de marzo junto con Chae Lin, por lo que cumplió una pena de tres años en la cárcel por ello. Durante su estancia en prisión compuso Razones para la independencia de Joseon (Joseondonglib-i-yuseo) como respuesta a la investigación de los fiscales por su participación política. Fue exculpado en 1922, momento en el que empezó a recorrer todo el país dando charlas. El propósito fue inspirar a la juventud. En 1924 fue nombrado presidente de la Asamblea del Budismo Joven. En 1926 publicó la recopilación de poemas titulada El silencio del amado (Nim-ui Chimmuk), que había escrito en el templo Baekdam el año anterior. El libro atrajo una gran atención de los críticos literarios e intelectuales de la época. A pesar de sus muchas otras publicaciones, desde poemas chinos y sijos y los incluidos en Mente completa (Yusim), hasta novelas como El viento oscuro (Heukpung), El arrepentimiento (Huhoe), Park Myeong, El silencio del amado es la obra más importante del poeta.